# Yelicones crassitarsis
Yelicones crassitarsis är en stekelart som först beskrevs av Cameron 1911.  Yelicones crassitarsis ingår i släktet Yelicones och familjen bracksteklar. Inga underarter finns listade i Catalogue of Life.